# Sint-Stephanuskerk (Hoeselt)

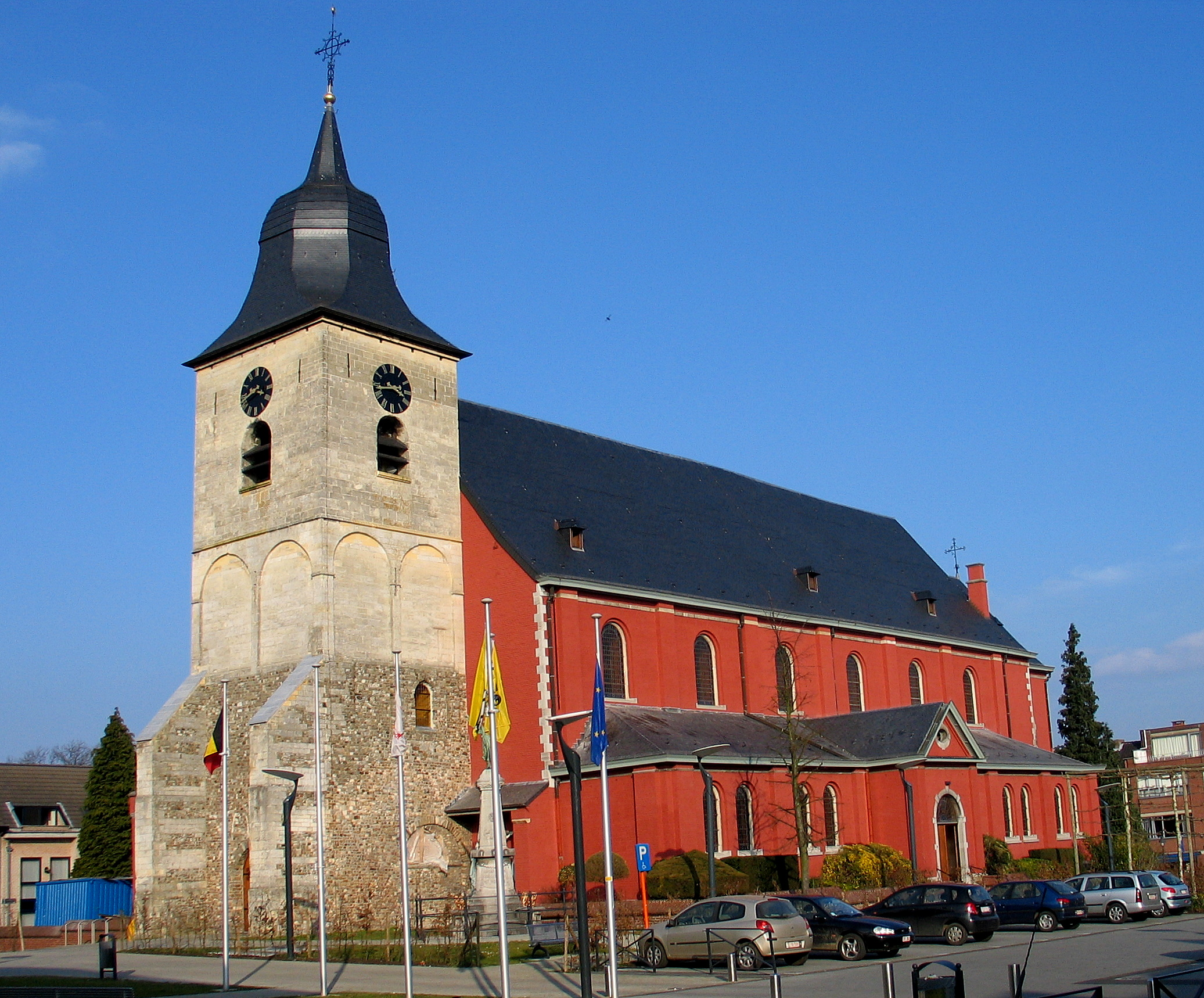
Sint-Stephanuskerk

De Sint-Stephanuskerk is de parochiekerk van Hoeselt, gelegen aan de Dorpsstraat.
Er bestond reeds een 10e-eeuws preromaans kerkgebouw op deze plaats. Daarvan rest de onderste geleding van de toren, welke opgetrokken is in breuksteen. In de 13e eeuw werden de hogere geledingen van deze toren afgebroken, en van het puin werden twee zware steunberen gebouwd. De twee bovenste, in mergelsteen opgetrokken, geledingen, werden omstreeks 1250 gebouwd. De toren wordt gedekt door een klokvormige torenspits.
In 1770 werd het preromaanse schip vervangen door een bakstenen classicistische zaalkerk, waarbij de toren gespaard bleef. In 1896 werd de kerk verlengd en tevens een nieuw koor gebouwd. In 1931 werd de kerk vergroot met zijbeuken tot een driebeukig basilicaal schip. Architect was Mathieu Christiaens. Het interieur van de kerk stamt uit 1931.

## Meubilair
De kerk bezit twee schilderijen: Een Kruisafname naar het voorbeeld van Pieter Paul Rubens (17e eeuw) uit de kathedraal van Antwerpen en de Dood van Sint-Stephanus uit 1713, door Jean Detrihe.
Het marmeren barokaltaar uit 1689 wordt toegeschreven aan Jean Del Cour en is afkomstig uit de Sint-Pauluskathedraal te Luik. Het altaarstuk, eveneens de dood van Sint-Stephanus voorstellende, is vervaardigd in 1878 door Lodewijk Hendrix. De zijaltaren zijn 18e-eeuws. Twee biechtstoelen, in régencestijl, zijn uit 1741 respectievelijk 1769. De communiebank, in Lodewijk XIV-stijl, is begin-18e-eeuws. Het hardstenen doopvont stamt uit de 13e eeuw. De orgelkast met balustrade is van omstreeks 1780.
In het portaal onder de kerktoren bevindt zich de grafsteen van Arnold Moffarts en Catharina de Heusch (1678), heer en vrouwe van Hoeselt.
In de schatkamer is een groot houten beschilderd reliekschrijn aanwezig dat zou dateren van de zestiende eeuw.